# Gifty Twum Ampofo
Gifty Twum Ampofo (sinh ngày 11 tháng 6 năm 1967). là một chính trị gia Ghana và là thành viên của Nghị viện của Đảng yêu nước mới. Bà hiện là Nghị viện pf thành viên cho khu vực bầu cử Bắc Abuakwa ở khu vực phía đông Ghana. Gifty Twum Ampofo là Thứ trưởng Bộ Bảo vệ Giới, Trẻ em và Xã hội ở Ghana.

## Quê nhà
Gifty Twum Ampofo sinh ngày 11 tháng 6 năm 1967 tại Kukurantumi, Vùng Đông Ghana.

## Sự nghiệp
Gifty Twum-Ampofo là một trợ giảng Khoa học tại Trường Quốc tế Akosombo trước khi trở thành Thành viên của Quốc hội.

## Giáo dục
Bà tốt nghiệp Đại học Cape Coast với bằng Cử nhân. trong Sinh học năm 1997. Bà cũng đã học Đại học Ghana để lấy bằng BSC (HONS).  
Bà đã hoàn thành bằng MBA (Quản trị chiến lược) 

## Chính trị
Vào năm 2015, bà đã tranh cử và giành được ghế trong nghị viện NPP cho Khu vực bầu cử Bắc Abuakwa ở khu vực phía Đông Ghana. Bà đã giành được ghế quốc hội này trong cuộc tổng tuyển cử năm 2016. Hai ứng cử viên khác như Victor Emmanuel Smith của Đại hội Dân chủ quốc gia và Patrick Adjei Danquah, một ứng cử viên độc lập cũng tranh cãi trong cuộc tổng tuyển cử được tổ chức vào năm 2016. Gifty Twum Ampofo thắng cử bằng cách lấy 17.838 phiếu ra khỏi 30.281 diễn viên, chiếm 59,23 phần trăm tổng số phiếu hợp lệ.